# 21 (ресторан)
«21» (англ. 21 Club) — ресторан, бывшее спикизи, расположенный в США, штат Нью-Йорк, город Нью-Йорк, Манхэттен, 52-я улица.

## Описание
Ресторан размещается в четырёхэтажном здании. Основные помещения — «Барный зал» и «На верхнем этаже», кроме них есть десять приватных обеденных помещений, включая зал в винном погребе на 20 посетителей. Потолок и стены ресторана увешаны раритетными игрушками, первую из которых подарил один из завсегдатаев в начале 1930-х годов — это была модель гидросамолёта британских ВВС. Сейчас в оформлении заведения можно увидеть множество моделей автомобилей и автобусов, теннисные ракетки и футбольные мячи, телефоны и нефтяные вышки. Отличительной особенностью «21» является наличие так называемых «лужаечных жокеев» (Lawn jockey): крупных фигурок в жокейской форме. 33 жокея стоят в ряд на балконе над входом, ещё 2 находятся внутри. Первого жокея подарил ресторану один из посетителей, владелец лошадиной фермы, в 1942 году, и эта традиция успешно прижилась.
В ресторане хранились или хранятся поныне личные коллекции вин Джеральда Форда, Джона Кеннеди, Ричарда Никсона, Джоан Кроуфорд, Элизабет Тейлор, Эрнеста Хемингуэя, Фрэнка Синатры, Эла Джолсона, Глории Вандербилт, Софи Лорен, Мэй Уэст, Жа Жа Габор, Аристотеля Онассиса, Джина Келли, Глории Свенсон, Джуди Гарленд, Сэмми Дэвиса, Мэрилин Монро и других известных людей.
Каждое Рождество завсегдатаям ресторана дарят шёлковые шарфы ручной работы, каждый со своим индивидуальным номером и изображением одного из жокеев. Наибольшее количество таких подарков собрала модель, актриса и певица Сигги Нордстром (Siggie Nordstrom).
В «21» обедали все президенты США, начиная с Франклина Рузвельта (за исключением Джорджа Буша-младшего, хотя его жена и дочери бывали в ресторане).

## История
История ресторана начинается в 1922 году. Тогда Джек Крейндлер и Чарли Бернс открыли в Гринвич-Виллидже небольшое спикизи под названием «Рыжая голова». В связи с требованиями конспирации в 1925 году спикизи поменяло своё местоположение и сменило название на «Фронтон». Теперь это уже было весьма фешенебельное заведение с живой музыкой и огромными столами. В следующем году снова переехало, называясь теперь Puncheon Club. 31 декабря 1929 года спикизи снова пришлось сменить адрес, на этот раз в связи со строительством Рокфеллеровского центра. После этого переезда на 52-ю улицу «странствия» ресторана закончились, он стал известен под названием Jack and Charlie’s 21.
За четырнадцать лет «сухого закона» на Клуб несколько раз были полицейские облавы, но всегда полицейские уходили ни с чем: в помещении была устроена сложная система сдвижных полок, прячущая алкоголь или сливающая его в канализацию, в подвале была потайная дверь, ведущая в подвал соседнего дома.
В конце 1933 года, после отмены «сухого закона», ресторан был «легализован».
В 1975 году Мэрилин Кейтор (Marilyn Kaytor) написала книгу «21» The Life and Times of New York’s Favorite Club.
В 1985 году наследники основателей, Джека Крейндлера и Чарли Бернса, продали ресторан Маршаллу Когану (Marshall Cogan) и Стивену Свиду, владельцам компании General Felt Industries, а те в свою очередь десять лет спустя перепродали заведение Orient-Express Hotels, которая владеет «21» до сих пор.
24 января 2009 года было отменено давнее непреложное правило ресторана: мужчины обязаны были быть в галстуках. Тем не менее, все остальные правила дресс-кода, включая обязательное наличие пиджака, недопустимость джинсов и кроссовок, остались без изменений.

## В популярной культуре
- 1950 — Всё о Еве — героиня Селесты Холм отправляется в «21», чтобы пообедать с героиней Бетт Дейвис.
- 1953 — Как выйти замуж за миллионера — героиня Лорен Бэколл упоминает «21» после продажи пианино.
- 1954 — Окно во двор — героиня Грейс Келли присылает из «21» официанта с едой для героя Джеймса Стюарта.
- 1954 — Сабрина — герой Хамфри Богарта упоминает, что собирается пообедать в «21».
- 1956 — Слова, написанные на ветру — герои Роберта Стэка, Лорен Бэколл и Рока Хадсона пьют шампанское в «21».
- 1956 — Бриллианты вечны — в девятой главе Джеймс Бонд обедает в «21» с Тиффани Кейс[англ.].
- 1957 — Сладкий запах успеха — в «21» дважды встречаются герои Берта Ланкастера и Тони Кёртиса.
- 1958 — Завтрак у Тиффани — в «21» встречается главная героиня с рассказчиком.
- 1966 — Долина кукол — главные героини много раз встречаются в «21» с различными известными людьми.
- 1973 — Живи и дай умереть — Джеймс Бонд (в исполнении Роджера Мура) назначает встречу Феликсу Лейтеру (в исполнении Дэвида Хедисона) в «21».
- 1993 — Загадочное убийство в Манхэттене — родители (герои Вуди Аллена и Дайан Китон) ведут своего сына отмечать день рождения в «21».
- 1993 — Дживс и Вустер — живя в Нью-Йорке, Берти Вустер постоянно посещает данное заведение.
- 1994 — Телевикторина — об одном из конкурсантов продюсер говорит, что тот «выглядит, будто может заказать столик в „21“»[4].
- 1996 — Один прекрасный день — героиня Мишель Пфайффер выпивает в «21».
- 1999 — Колыбель будет качаться — Орсон Уэллс (в исполнении Ангуса Макфадьена), садясь в такси, просит отвезти его в «21».
- 2005 — Деньги на двоих — герои Аль Пачино и Мэттью Макконахи обсуждают в «21» свои деловые планы.
- 2010 — Доброе утро — главная героиня Бекки Фулер (Рэйчел Макадамс) находит журналиста Майка Помероя (Харрисон Форд) в ресторане «21».